# Jeřáb barrandienský
Jeřáb barrandienský (Sorbus barrandienica) je opadavý listnatý strom, endemit Českého krasu. Je hybridogenní apomiktický druh s triploidní sadou chromozomů, který vznikl ustáleným křížením jeřábu muku s jeřábem břekem. Byl na základě pečlivé biosystematické revize odlišen od velice podobného jeřábu krasového a popsán českými biology až roku 2012.

## Rozšíření
Tento druh není hojný a je zastoupen jen malými populacemi. Stromy jeřábu barrandienského rostou celkem na deseti místech ve středních Čechách, na území mezi Berounem a Prahou. Devět z nich se rozkládá na levém břehu řeky Berounky a osm z nich je v Národní přírodní rezervaci Karlštejn, mezi městysem Karlštejnem a obcí Hostim u Berouna. Nejvýchodnější místo výskytu je u Karlštejna, nejsevernější i nejzápadnější u obce Svatý Jan pod Skalou a nejjižnější je izolovaná lokalita na pravém břehu Berounky na kopci Mramor poblíž obce Liteň. Střed současného rozšíření je v blízkosti vrchu Doutnáč (433 m n. m.) mezi obcemi Srbsko a Bubovice. Největší vzdálenost dělící jednotlivé lokality není větší než 8 km.
Roste v regionu s teplým a mírným klimatem, s průměrnou roční teplotu od 7 do 9 °C a srážkami v toleranci 500 až 600 mm. Středoevropskou zimu strom bez poškození přežívá. Průměrná nadmořská výška se pohybuje od 340 m n. m. (vrch Plešivec) do 450 m (vrch Mramor).

## Ekologie
Jeřáb barrandienský je světlomilný druh vyskytující se většinou na vápenitých a živinami bohatých, obvykle skeletovitých půdách na bazickém podloží, většina jeho lokalit je situována na jižní a jihozápadní svahy. Roste v teplomilných a mezofilních dubohabrových lesích na nevysokých skalnatých svazích. Vyskytuje se na vrcholcích kopců, obvykle v otevřených lesích či po zalesněných okrajích trávníků a křovin, někdy také v suchých travních porostech mezi kameny. Ve stínu neplodí a při silném nedostatku světla hyne, proto bývá v lesním podrostu sterilní a neprodukuje plody.

## Popis
Strom dorůstá do 12 m výšky a mívá kmen s obvodem do 0,55 m a se šedou, v mládí hladkou kůrou. Mladé výhony jsou nejprve řídce plstnaté, potom olysávají. Pupeny jsou úzce vejčité až vejčité, dlouhé 7 až 14 mm a široké 3 až 6 mm, šupiny mají zelené s úzkými hnědými okraji.
Listy na asi 2 cm řapících jsou jednoduché, víceméně elipsovité, ploché, slabě lesklé, svrchu jsou tmavě zelené a vespod žlutavě šedozelené. Jejich čepel dlouhá 8,8 až 10,3 cm a široká 6,7 až 7,4 cm je nejširší ve 29 až 42 % délky, měřeno od špičky. Čepel je pravidelně laločnatá, laloky ukončující sedm až devět hlavních žilek jsou pilovité nebo dvojitě pilovité s  podstatně většími, ostře zahrocenými zuby; ostatní zuby jsou menší. Zářez mezi druhým a třetím lalokem směrem od řapíku je poněkud delší, nejčastěji bývá velký od 4,5 do 6 mm.
Květy jsou bělavé, vonné, pětičetné a vytvářejí kompaktní květenství chocholík, obsahující padesát až šedesát oboupohlavných květů. Kališní lístky jsou zelené, bývají dlouhé 2,5 až 3,5 cm, široké 2,8 až 3 mm, trojúhelníkovitého tvaru se zahroceným vrcholem a po odkvětů neopadají, ale zůstanou suché a vzpřímené na plodu. Korunní lístky jsou bělavé, dlouhé 6,2 až 6,9 mm, široké 4,5 až 4,9 mm, bývají široce vejčité až široce eliptické, konkávní a mají krátký dráp. V květu bývá asi dvacet tyčinek s bělavými nitkami a světle žlutými prašníky. Dvě čnělky nesou ploché blizny asi 0,7 mm široké.
Plod je téměř kulovitá, oranžová až oranžově červená malvice dlouhá 12 až 13 mm a široká 12 až 12,5 mm. Na povrchu je lysá, lesklá a má okrové lenticely, obsahuje obvykle jedno chlupaté semeno. Přestože květy produkují nektar a bývají navštíveny hmyzem, plody se vyvíjejí převážně apomikticky. Malvice jsou lidem nechutné a se stromu je s nastupující zimou sezobávají ptáci, kteří roznášejí semena po okolí. Přezrálé plody opadají a jsou potravou drobným hlodavcům.

## Možnost záměny
Jeřáb barrandienský roste společně s dalšími druhy. Nejpodobnějším je jeřáb krasový, jehož čepele jsou vejčité až široce eliptické, někdy lžícovitě prohnuté, na bázi většinou zaokrouhlené nebo široce klínovité, zářez mezi druhým a třetím lalokem má kratší než 4 cm a plody jsou často stejně široké jak dlouhé, někdy dokonce i širší. Tvarem listů je sice podobný jeřábu muku, ty ale nemají laločnatou čepel. Někdy roste i ve společnosti jeřábu dunajského, jenž se zase vyznačuje nápadně tuhými kosočtverečnými listy.

## Ohrožení
Hlavní hrozbou pro tento druh jsou změny v lesním hospodaření, které v minulosti tradičně udržovalo světlý, otevřený les. Nyní dochází ke změnám ve skladbě lesů a zahuštěný les s vysokými stromy není vhodný pro jeho reprodukci a přežití. Je druhem velmi náročným na světlo a ve stínu nekvete a nemá plody. Vyskytuje se na ploše asi 20 km² a je tvořen přibližně padesáti jedinci, mnozí z nich jsou již staří a na většině lokalit chybí nové semenáče.
Jeřáb barrandienský je veden v "Červeném seznamu ohrožených druhů České republiky-cévnaté rostliny" z roku 2017 v kategorii kriticky ohrožených druhů (C1b). Obdobně je hodnocen i Mezinárodním svazem ochrany přírody IUCN.